# Paroisse Bienheureuse Anuarite Mubumbano
 (janvier 2025).
 (janvier 2025).
La mise en forme du texte ne suit pas les recommandations de Wikipédia : il faut le « wikifier ».
Les points d'amélioration suivants sont les cas les plus fréquents :
- Les titres sont pré-formatés par le logiciel. Ils ne sont ni en capitales, ni en gras.
- Le texte ne doit pas être écrit en capitales (les noms de famille non plus), ni en gras, ni en italique, ni en « petit »…
- Le gras n'est utilisé que pour surligner le titre de l'article dans l'introduction, une seule fois.
- L'italique est rarement utilisé : mots en langue étrangère, titres d'œuvres, noms de bateaux, etc.
- Les citations ne sont pas en italique mais en corps de texte normal. Elles sont entourées par des guillemets français : « et ».
- Les listes à puces sont à éviter, des paragraphes rédigés étant largement préférés. Les tableaux sont à réserver à la présentation de données structurées (résultats, etc.).
- Les appels de note de bas de page (petits chiffres en exposant, introduits par l'outil «  Source ») sont à placer entre la fin de phrase et le point final[comme ça].
- Les liens internes (vers d'autres articles de Wikipédia) sont à choisir avec parcimonie. Créez des liens vers des articles approfondissant le sujet. Les termes génériques sans rapport avec le sujet sont à éviter, ainsi que les répétitions de liens vers un même terme.
- Les liens externes sont à placer uniquement dans une section « Liens externes », à la fin de l'article. Ces liens sont à choisir avec parcimonie suivant les règles définies. Si un lien sert de source à l'article, son insertion dans le texte est à faire par les notes de bas de page.
- La présentation des références doit suivre les conventions bibliographiques. Il est recommandé d'utiliser les modèles {{Ouvrage}}, {{Chapitre}}, {{Article}}, {{Lien web}} et/ou {{Bibliographie}}. Le mode d'édition visuel peut mettre en forme automatiquement les références.
- Insérer une infobox (cadre d'informations à droite) n'est pas obligatoire pour parachever la mise en page.

Pour une aide détaillée, merci de consulter Aide:Wikification.
Si vous pensez que ces points ont été résolus, vous pouvez retirer ce bandeau et améliorer la mise en forme d'un autre article.
La Paroisse Bienheureuse Anuarite  de Mubumbano est située dans la collectivité-chefferie de Ngweshe, territoire de Walungu, province du Sud-Kivu à 62 Km au Sud de la ville de Bukavu. Elle est dédiée à la Bienheureuse Marie-Clémentine Anuarite Nengapeta, une religieuse congolaise martyre, béatifiée en 1985 par le pape Jean-Paul II.

## Contexte historique
Mubumbano, fut au départ un secteur de la paroisse de Burhale depuis 1923. Erigée comme paroisse le 28 novembre 987 par Alois Mulindwa, archevêque de Bukavu, Mubumbano eut pour sainte patronne la Bienheureuse Anuarite Nengapeta.
Dès lors elle fut dirigée par les Pères missionnaires d’Afrique communément appelés Pères Blancs. Les missionnaires d’Afrique la dirigèrent pendant 11 ans, c’est-à-dire jusqu’en 1998.
Les prêtres diocésains remplacèrent les Missionnaires d’Afrique à partir de 1998.

### Création de la paroisse
La paroisse est érigée pour honorer la mémoire de la sœur Anuarite et encourager les fidèles à s’inspirer de son témoignage de foi et de fidélité à ses vœux religieux.

## Architecture
La paroisse de Mubumbano, comme les églises de la région combinent souvent des éléments traditionnels locaux avec des influences coloniales. Cela se traduit généralement par l’utilisation de matériaux locaux tels que la brique et le bois, avec des toitures en tôle ondulée. Les structures intérieures sont souvent simples, mettant l’accent sur la fonctionnalité et la capacité d’accueil des fidèles.

## Activités et services
La paroisse de Mubumbano compte cinq écoles de l’archidiocèse et plusieurs centres sociaux (foyer, écoles des mamans – Centre Cinyabuguma et Centre Umoja, Centre nutritionnel, Caritas, et dispensaire).
Ces initiatives démontrent l’engagement de la paroisse à promouvoir le développement spirituel, éducatif et social de la communauté locale.